# Micrometeorologia

## Definição e Historia

Logo Laboratório de Micrometeorlogia - UFSM

Micrometeorologia é o ramo da meteorologia que se dedica ao estudo dos fenômenos e escoamentos atmosféricos de escala temporal inferior a 1 hora e espacial inferior a 1 km. São exemplos de fenômenos de microescala desde uma rajada de vento que movimente as folhas e galhos de uma árvore, até os redemoinhos de poeira (dust devils) e tornados.
O lançamento da micrometeorologia como uma linha de pesquisa particular das ciências atmosféricas deve-se ao trabalho de muitos pioneiros nas primeiras décadas do século XX, entre eles: Rudolf Geiger, Prandtl e Pasquill.
Entre os tópicos de maior interesse da micrometeorologia encontra-se:
- a Camada Limite Atmosférica (CLA), também conhecida por Camada Limite Planetária (CLP);
- a turbulência atmosférica;
- a dispersão atmosférica de partículas e gases;
- a dinâmica e termodinâmica dos fenômenos da Camada Limite Atmosférica
- os fenômenos de troca de energia e massa na interface superfície-atmosfera. Entre eles, os fluxos de energia, momento e massa, o balanço de energia superficial, o balanço de água superficial, a evapotranspiração, etc.
- os modelos numéricos da turbulência atmosférica e da Camada Limite Atmosférica

## Avanços tecnológicos
Micrometeorologia é uma área que continua avançando com o desenvolvimento de novas tecnologias e metodologias. Um dos tópicos mais recentes é o uso de métodos de aprendizado de máquina para melhorar a previsão de fenômenos de pequena escala, como rajadas de vento e turbulência atmosférica. Essas técnicas são capazes de lidar com o comportamento não-linear de variáveis atmosféricas, como ventos extremos associados a fenômenos de convecção profunda ou ondas gravitacionais, que são difíceis de modelar com abordagens tradicionais.
Outro avanço está relacionado ao estudo do perfil vertical de rajadas de vento, especialmente relevante para turbinas eólicas e engenharia urbana. Isso permite prever com mais precisão como as rajadas impactam estruturas altas e o fornecimento de energia em redes, além de prever o desgaste de turbinas. Esses modelos são cada vez mais usados para caracterizar o comportamento do vento em diferentes altitudes, aumentando a eficiência na geração de energia e na construção de edificações resistentes ao vento.

Além disso, o uso de modelos numéricos e simulações em alta resolução tem permitido melhorar o entendimento sobre a dispersão atmosférica e os fluxos de energia na interface superfície-atmosfera, essencial para estudos climáticos e ambientais. Esses modelos contribuem para um melhor controle e previsão dos fenômenos da Camada Limite Atmosférica (CLA), o que tem implicações para o gerenciamento de poluentes e estratégias agrícolas, além de fornecer informações mais detalhadas para a previsão de fenômenos como redemoinhos e tornados. 